# Ingrid Schjelderup (Fußballspielerin)
Ingrid Schjelderup (* 21. Dezember 1987 in Norwegen) ist eine norwegische ehemalige Fußballspielerin, die zuletzt für Vålerenga Oslo in der norwegischen Toppserien spielte. Sie war Mitglied der norwegischen Fußballnationalmannschaft der Frauen, wo sie ihr Debüt am 6. März 2009 im Spiel gegen Dänemark gab.

## Werdegang

### Vereine
Schjelderup spielte in ihrer Jugend zunächst in Holmlia, einem Stadtviertel am Rand von Oslo. Im Jahr 2003 wechselte sie zum norwegischen Meister Kolbotn IL, der das Viertelfinale des UEFA Women’s Cup 2003/04 erreichte, dort aber im November 2003 am schwedischen Vizemeister Malmö FF scheiterte. Am 17. April 2004 kam die 16-Jährige zum Start der neuen Saison zu ihrem ersten Einsatz für Kolbotn in der Toppserien. Sie wurde in 14 von 18 Spielen eingesetzt und schloss die Saison mit ihrem Verein auf dem fünften Platz ab. 2005 und 2006 wurde sie mit Kolbotn dann norwegischer Meister und konnte am UEFA Women’s Cup teilnehmen. In der Saison 2006/07 setzte sich die Mannschaft in der Gruppenphase zusammen mit dem schwedischen Meister Umeå IK durch und erreichte das Viertelfinale gegen Titelverteidiger 1. FFC Frankfurt. Nach einem 2:1-Heimsieg und einer 2:3-Auswärtsniederlage, bei denen sie aber nur auf der Bank saß, wurde aufgrund der Auswärtstorregel das Halbfinale erreicht, wo sie erneut auf Umeå IK trafen und beide Spiele deutlich verloren (1:5 im Heimspiel, wobei sie in der 81. Minute eingewechselt wurde und 0:6 im Auswärtsspiel, das sie auf der Bank miterlebte). Im folgenden Jahr scheiterten sie bereits in der Gruppenphase an Brøndby IF und Olympique Lyon. 2007 wurde Kolbotn noch einem Vizemeister und 2008 Vierter. Nachdem sie 2009 zu keinem Einsatz gekommen war, wechselte sie 2010 dann in die schwedische Damallsvenskan zum Linköpings FC. Während sie 2011 zu 19 Einsätzen kam, blieb sie 2012 ohne Einsatz und kehrte zur Saison nach Norwegen zurück um für Vålerenga IF zu spielen. Nach einer Saison wechselte sie zum Meister Stabæk FK. Bei der Auslosung der UEFA Women’s Champions League 2014/15 hatten die Norwegerinnen Pech: im Sechzehntelfinale, für das die Mannschaft direkt qualifiziert war, mussten sie gegen Titelverteidiger VfL Wolfsburg antreten und schieden nach zwei knappen Niederlagen (0:1 und 1:2) im Oktober 2014 aus. Schjelderup stand aber in beiden Spielen nicht im Kader, ihr letztes Spiel in der Meisterschaft hatte sie am 6. September 2014 bestritten, danach kam sie erst wieder zum Start der neuen Saison zum Einsatz.
Im Januar 2016 wechselte sie ins Nachbarland zu Eskilstuna United und wurde mit den Schwedinnen zweimal Dritte in der Damallsvenskan. Auch mit scheiterte sie in der UEFA Women’s Champions League 2016/17 am VfL Wolfsburg, diesmal im Achtelfinale. Nach Abschluss der Saison 2017 bestritt sie im Dezember zwei Spiele für den AC Florenz in der Serie A und kehrte dann zurück nach Oslo.

### Nationalmannschaften
Im April 2005 nahm sie mit dem norwegischen U-19-Team am Qualifikationsturnier in Italien für die U-19-Fußball-Europameisterschaft der Frauen 2005 teil, belegte hinter England aber nur den zweiten Platz. Im selben Jahr überstand sie denn die erste Qualifikationsrunde für die U-19-EM 2006, die in Estland ausgetragen wurde, konnte dann aber in der zweiten Runde im April 2006 in Norwegen den Heimvorteil nicht nutzen und sich daher nicht für die Endrunde qualifizieren. Ab 2007 spielte sie dann für die U-23-Mannschaft und am 6. März 2009 kam sie beim Algarve-Cup im zweiten Gruppenspiel gegen Dänemark zu ihrem ersten A-Länderspiel. Es folgte noch das Spiel um Platz 9 gegen Österreich. Für die EM 2009 wurde sie aber nicht berücksichtigt. Erst fünf Jahre später folgten weitere Einsätze in der A-Nationalmannschaft, zunächst bei zwei Spielen in La Manga, Spanien und dann auch beim Algarve-Cup 2014. Obwohl sie danach nur noch ein Spiel am 7. Mai 2014 in der Qualifikation für die WM 2015 bestritt und auch nicht im Kader für den Algarve-Cup 2015 stand, wurde sie im Mai 2015 in den Kader für die WM 2015 berufen. Danach folgten aber noch zwei weitere Länderspiele. Bei der WM wurde sie in den Gruppenspielen gegen Deutschland und die Elfenbeinküste eingesetzt. Danach kam sie erst wieder beim Algarve-Cup 2017 zu zwei Einsätzen und wurde auch für die EM 2017 nominiert. Dort wurde sie in den drei Gruppenspielen eingesetzt, in denen den Norwegerinnen erstmals bei einer EM kein Tor und Punktgewinn gelang, so dass die EM für sie vorzeitig beendet war. Nach der EM wurde sie nur noch einmal im WM-Qualifikationsspiel gegen Europameister Niederlande eingesetzt.

## Erfolge
- Norwegischer Meister 2005 und 2006